# Ulrich Böhme (Politiker)
Ulrich Böhme (* 12. Februar 1939 in Chemnitz; † 7. Februar 1996 in Unna) war ein deutscher Pädagoge und Politiker (SPD).

## Leben und Beruf
Nach dem Abitur 1959 am Pestalozzi-Gymnasium in Unna nahm Böhme ein Studium der Germanistik, Geschichte, Philosophie und Pädagogik an den Universitäten in München, Münster und Bochum auf, das er 1968/69 mit beiden Staatsexamen sowie mit der Promotion zum Dr. phil. beendete. Anschließend trat er in den Schuldienst ein und war seit 1976 Studiendirektor und Didaktischer Leiter der Gesamtschule Fröndenberg. Er hatte sich 1968 dem DGB angeschlossen, war Mitglied der Gewerkschaft Erziehung und Wissenschaft (GEW) und deren Vorsitzender im Kreis Unna.
Böhme war evangelischen Glaubens, verheiratet und hatte zwei Söhne.

## Partei
Böhme trat 1969 in die SPD ein, war seit 1977 stellvertretender Vorsitzender und von 1981 bis 1996 Vorsitzender des SPD-Unterbezirks Unna. 1983 wurde er in den Bezirksvorstand der SPD Westliches Westfalen gewählt.

## Abgeordneter
Bei der Bundestagswahl 1987 wurde Böhme in den Deutschen Bundestag gewählt, dem er bis zu seinem Tode angehörte. Er zog stets über ein Direktmandat im Wahlkreis Unna I ins Parlament ein. Im Bundestag war er Mitglied des Ausschusses für Bildung und Wissenschaft sowie des Ausschusses für Jugend, Familie, Frauen und Gesundheit bzw. des Ausschusses für Familie und Senioren.